# Jacques Puisais
Jacques Puisais, né le 8 juin 1927 à Poitiers et mort le 6 décembre 2020 à Saint-Benoît-la-Forêt, est un biologiste et un œnologue français, auteur d'ouvrages consacrés au vin et aux phénomènes gustatifs, philosophe et prescripteur du « goût juste ».

## Biographie
Jacques Puisais naît en 1927 à Poitiers d'un père représentant en vins. Après des études spécialisées en chimie analytique et en œnologie et l'obtention à l'université de Poitiers d'un doctorat ès sciences, il est d'abord employé au laboratoire d'analyses et de recherches de Poitiers. Il s'installe à Tours en 1959 pour prendre la direction du Laboratoire Départemental et Régional d'Analyses et des Recherches d'Indre-et-Loire,.
Soucieux d'éveiller les enfants à la gustation, et ce dès leur plus jeune âge, il va développer une méthode de sensibilisation et d'éveil qui va être largement utilisée dans les classes scolaires,. Il commence à donner des cours d'éducation du goût en 1964. Il expérimente en 1974 sa première « classe du goût » dans les écoles primaires de la région de Tours. Il fonde en 1976 l'Institut français du goût à Tours et Paris, avec l'idée de développer des recherches multidisciplinaires autour du goût et de la sensibilité alimentaire,. Il y continue ses recherches et met au point une pédagogie avec des enseignants. À partir de 1984, sa méthode est appliquée à l'échelle nationale jusqu'en 2000. Environ 100 000 enfants ont ainsi été sensibilisés au goût par des enseignants formés au sein de l'Institut français du goût. L'Institut français du goût devient à partir de 1999 l'Institut du goût, sa présidence est assurée par Patrick Mac Leod, déjà cofondateur du premier, et sa vice-présidence par Jacques Puisais. En mai 2018, Natacha Polony succède au professeur Mac Leod à la présidence de l'Institut du goût avec Jacques Puisais comme vice-président. En mai 2019, l'association reprend le nom d'Institut français du goût.
Il collabore en 1999 à la création des Images du goût et de l'Atelier du goût dans le Pavillon du Futuroscope de Poitiers,.
Il s'est également beaucoup intéressé à l'accord des mets et des vins qu'il contribua à populariser. Ses travaux scientifiques à ce sujet ont fait autorité et ont influencé de nombreux sommeliers ou chefs célèbres comme Alain Senderens ou Pierre Troisgros.
Il est l'auteur de nombreux ouvrages consacrés au vin, au goût et aux accords mets-vins. Cette longue série est saluée, le 21 décembre 1985, par un article du journal Le Monde titré « Un esthète des goûts : Jacques Puisais » : « Un fou du goût laisse - enfin - ses papilles et sa mémoire tenir sa plume : Jacques Puisais, le pédagogue œnologue. Puisais, le professeur en sensations gustatives, le physiologiste épicurien, entreprend de nous raconter ses régalades. ».
Dans son ouvrage Le Vin, paru en 2018, le sommelier Antoine Pétrus précise, dans la page de garde consacrée aux vins de Loire : « Parcourir le vignoble ponctué de châteaux imposants, c'est aussi tutoyer l'histoire de France et celle de la gastronomie. De Rabelais à Jean Carmet ou Jacques Puisais, les ambassadeurs de la région ont célébré cette corne d'abondance et ses trésors patrimoniaux. ».
Il meurt au centre hospitalier du Chinonais à Saint-Benoît-la-Forêt près de Chinon le 6 décembre 2020 des suites de la covid-19 à l'âge de 93 ans,,,.

## Autres engagements
- Président (1971-1986) puis président d'honneur de l'Union nationale des œnologues[réf. souhaitée],
- Président (1973-1981) puis président d'honneur de l'Union internationale des œnologues[11],
- Président (1981-1999) puis vice-président (à partir de 1999) de l'Institut français du goût[réf. souhaitée],
- Président d'honneur de l'Union française des œnologues (1986)[réf. souhaitée],
- Président honoraire et fondateur de l'Académie internationale du vin[10],
- Président fondateur de l'Académie Amorim[réf. souhaitée],
- Directeur honoraire du Laboratoire départemental et régional d'analyses et de recherches à Tours (depuis 1993),
- Vice-président du Conseil national des arts culinaires (jusqu'en 1999)[11],
- Vice-président de l'Académie des gastronomes (en 2000)[réf. souhaitée],
- Vice-président (en 1980) puis membre de l'Académie du vin de France[réf. souhaitée],
- Membre titulaire de l'Académie d'agriculture[5],
- Membre de l'Institut national des appellations d'origine (INAO)[réf. souhaitée],
- Membre de l'Académie de Touraine,
- Chargé de mission pour la promotion du Laboratoire au département de Touraine (depuis 1992),
- Expert national près les tribunaux et le Service de la Répression des fraudes et du contrôle de la qualité pour l'exportation des vins (en 1994)[5],[6].

## Récompenses et distinctions
Ordre honorifique
- Chevalier de la Légion d'honneur[réf. nécessaire]

Prix littéraires
- 2000 : Prix Paulée de Meursault[réf. nécessaire]
- 2007 : Prix Edmond de Rothschild[réf. nécessaire]

Autres Prix
- 2012 : Prix Victor Peyret[réf. nécessaire]
- 2016 : Prix François Rabelais[réf. nécessaire]

## Publications
- Précis d'initiation à la dégustation (avec R.-L. Chabanon et al.), Paris, Institut Technique du Vin, 1969, 90 p. (ASIN B00BEY1RG2).
- Le Vin se met à table, Éditions Marcel Valtat, 1981, 220 p. (ISBN 978-2-86315-025-2).
- Les Vins de la Loire, Éditions La Nouvelle République, 1985, 32 p. (ISBN 978-2-86881-002-1).
- Le Goût juste des vins et des plats, Éditions Flammarion, 1985, 258 p. (ISBN 978-2-08-200056-7).
- Connaître le vin, NR Éditions, 1986, 94 p. (ISBN 978-2-86881-020-5).
- Le Goût et l'enfant, Éditions Flammarion, 1987, 167 p. (ISBN 978-2-08-200515-9).
- Le Grand livre de la cuisine de terroir : Vignobles et vins de France, Paris/Bruxelles/Montréal, Sélection du Reader's digest, 1990, 311 p. (ISBN 2-7098-0325-9).
- Recettes gourmandes en Bourgueillois (avec les Viticultrices du Bourgueillois), Éditions La Nouvelle République, 1993, 63 p. (ISBN 978-2-86881-126-4).
- Recettes gourmandes en Touraine (avec l'Association de la Touraine gourmande), Éditions La Nouvelle République, 1994, 79 p. (ISBN 978-2-86881-125-7).
- La Mémoire Couleur du vin (avec Michel Didier et Nicolas de Rabaudy), Éditions Julien, 1993, 280 p. (ISBN 978-2-9503977-2-0).
- La France du vin, Caisse Nationale des Monuments Historiques et des Sites, 1994, 127 p. (ISBN 978-2-85822-126-4).
- Le goûteur et le voluptueux : scènes de la vie gourmande (avec Nicolas de Rabaudy), Éditions Gérard Klopp, 1996, 211 p. (ISBN 978-2-906535-10-7).
- Vins et vignobles de France : Le Savour Club, Éditions Larousse, 1997, 639 p. (ISBN 978-2-03-506010-5).
- Douceur et tendresse de Loire, Éditions l'Araignée, 1999, 95 p. (ISBN 978-2-912432-12-4).
- Le goût chez l'enfant : L'apprentissage en famille (avec Catherine Pierre), Éditions Flammarion, 1999, 187 p. (ISBN 978-2-08-202531-7).
- La tonnellerie : un art au service du vin, Éditions Hermé, 2000, 139 p. (ISBN 978-2-86665-321-7).
- Empreintes de vins (avec Michel Didier), Éditions Delicéo, 2007, 765 p. (ISBN 978-2-914635-19-6).
- Lettres de Goût : L'Abécédaire de Jacques Puisais (avec Denis Hervier), Bordeaux, Éditions Féret, 2009, 137 p. (ISBN 978-2-35156-036-5).
- Le temps du goût (avec Régine Zékri-Hustel, neurologue), Toulouse, Éditions Privat, 2010, 135 p. (ISBN 978-2-7089-3667-6).
- Et si nous refusions la MacDonaldization du goût !, Bordeaux, Éditions Delicéo, 2011, 160 p. (ISBN 978-2-914635-33-2 et 2-914635-33-8).

## Filmographie
- 2019 : L'Âme du vin de Marie-Ange Gorbanevsky (documentaire).

#### Internet
- Blog de Jacques Puisais.
- Institut du Goût.
- « Jacques Puisais. Le vin n'est pas prisonnier ! », sur Fédération Française du Liège.
- Dominique Postel, « Rencontre avec Jacques Puisais », sur cducentre.com.
- Notices d'autorité :   - VIAF
  - ISNI
  - BnF (données)
  - IdRef
  - LCCN
  - GND
  - Japon
  - CiNii
  - Pays-Bas
  - WorldCat
- Notice dans un dictionnaire ou une encyclopédie généraliste :   - Who's Who in France

#### Presse
- Florence Bal, « Jacques Puisais, le concepteur "des classes du goût" », sur vitisphere.com, 6 octobre 2023.
- Natacha Polony, « Jacques Puisais ou le goût de la France », Marianne,‎ 1er août 2019 (lire en ligne).
- Le Figaro Magazine, 2001, extrait en ligne.
- Alain Ferrand, « Un homme de goût », Le Monde,‎ 28 avril 1980 (lire en ligne).
- Jacques Teyssier, « Vingt années au service du goût », L'Humanité,‎ 10 mai 1997 (lire en ligne).
- Périco Légasse, « Jacques Puisais ou le grand architecte du goût juste », Itinéraires d'un gourmand, no 9,‎ avril 2019, p. 7-9 (lire en ligne).

#### Vidéos
- « Entretien avec Jacques Puisais, oenologue, à l'occasion des Journées Internationales du Malbec » [vidéo], sur vindecahors.fr (Youtube.com), 8 juin 2010.
- « Pomme Tentation - La Dégustation par Jacques Puisais » [vidéo], sur Pomme Tentation (Youtube.com), 31 octobre 2013.
- « La Bonne Etape - Avec Jacques Puisais » [vidéo], sur TV Tours Val de Loire (Dailymotion.com), 14 juin 2012.